# ザ・バロン (テレビドラマ)
『ザ・バロン』（英: The Baron）は、1966年から1967年までイギリスで放送されていたインコーポレイテッド・テレヴィジョン・カンパニー配給のテレビドラマシリーズである。

## 概要
1937年にイギリスで発表されたアンソニー・モートン（本名：ジョン・クリーシー）の作品『Meet the Baron』をベースに、1966年から30本制作された一話完結型のスパイドラマ。この原作は、戦前にも日本で雑誌『新青年』特別増刊号で『暗闇男爵』として紹介されている。
日本では、1966年5月4日から同年8月3日までフジテレビで放送されていた。放送時間は毎週水曜 22:00 - 23:00 （日本標準時）。

## ストーリー
アメリカのテキサス出身のジョン・マネリングは、ロンドン・パリ・ワシントンD.C.の三大都市を股にかけて国際的に活躍する美術骨董品商。そのエレガントな物腰からバロン（男爵）と呼ばれている。その裏の顔は、イギリスの国際諜報部のよき協力者であり、助手のデビッド、やり手の諜報員インテリのジョン・アレクサンダーと女スパイのコーデリア等3人であらゆる国際問題を解決している。

## キャスト
ジョン・マネリング（通称バロン）
演：スティーヴ・フォレスト / 日本語吹き替え：小林修
コーデリア・ウィンフィールド
演：スー・ロイド / 日本語吹き替え：森ひろ子
ジョン・アレクサンダー・テンプルトン＝グリーン
演：コリン・ゴードン / 日本語吹き替え：不明
デビッド・マーロウ
演：ポール・フェリス / 日本語吹き替え：城達也

## スタッフ
- 制作指揮プロデューサー：モンティ・バーマン（英語版）
- 音楽：エドウィン・アストリー（英語版）

## エピソード
| 日本での 放送順                                                          | エピソード         | 制作順 | エピソード原題           |
| ------------------------------------------------------------------------ | ------------------ | ------ | ------------------------ |
| 01                                                                       | ファバジェの宝石   | 04     | Diplomatic Immunity      |
| 02                                                                       | 勇者に捧ぐる詩     | 01     | Epitaph for a Hero       |
| 03                                                                       | 黄金の脱出         | 02     | Red Horse, Red Rider     |
| 04                                                                       | 悪魔の遺産         | 13     | A Memory of Evil         |
| 05                                                                       | 10万ポンドの脅迫   | 07     | The Persuaders           |
| 06                                                                       | 祖国の敵           | 10     | Enemy of the State       |
| 07                                                                       | 俺がバロンだ       | 14     | Masquerade               |
| 08                                                                       | 王冠を狙う男       | 15     | The Killing              |
| 09                                                                       | 死を売る女         | 12     | And Suddenly You're Dead |
| 10                                                                       | 出獄者を追え       |        |                          |
| 以降は、フジテレビでの初回放送時にタイトルとして「バロン登場」とされた。 |                    |        |                          |
| 11                                                                       | 黒真珠の影         |        |                          |
| 12                                                                       | 脅迫者は誰だ       |        |                          |
| 13                                                                       | 狂気の執念         |        |                          |
| 14                                                                       | ローマの女         |        |                          |
| 15                                                                       | 証人を消せ         |        |                          |
| 16                                                                       | コーデリア行方不明 |        |                          |
| 17                                                                       | わな               |        |                          |
| 18                                                                       | 賭け               |        |                          |
| 19                                                                       | 死神に憑かれた女   |        |                          |
| 20                                                                       | 呪いの館           |        |                          |
| 21                                                                       | 謎の微笑           |        |                          |
| 22                                                                       | 呪いの宝石         |        |                          |
| 23                                                                       | 緑の迷路           | 23     | The Maze                 |
| 24                                                                       | 大統領夫人の悩み   |        |                          |
| 25                                                                       | 嵐の前夜（前編）   | 25     | Storm Warning            |
| 26                                                                       | 謎の島（後編）     | 26     | The Island               |
| 27                                                                       | 美女と麻薬         |        |                          |
| 28                                                                       | 悪霊は招く         | 29     | The Man Outside          |
| 29                                                                       | 600万ポンドの偽札  | 30     | Countdown                |
| 30                                                                       | コレリーの剣       | 05     | Farewell to Yesterday    |

## 備考
- モートンの原作ではバロンは生粋のイギリス人であり、既婚者である。
- CSチャンネルのスーパー!ドラマTVで全話が繰り返し再放送されている。